# 고차노
고차노(it; 롬바르디아어: Gozzoeun)는 이탈리아 피에몬테주 노바라도에 위치한 코무네로, 토리노 북동쪽 약 100 km, 노바라 북서쪽 약 35 km 지점에 있다.
고차노는 다음 코무네와 접한다: 볼차노 노바레세, 보르고마네로, 브리가 노바레세, 가르갈로, 인보리오, 오르타산줄리오, 포뇨, 산마우리치오도팔리오, 소리소.

## 스포츠
고차노의 축구팀은 A.C. 고차노로, 1924년에 창단되었으며 홈 경기는 스타디오 알프레도 달베르타스에서 치른다.